# Acromastigum obliquatum
Acromastigum obliquatum là một loài rêu tản trong họ Lepidoziaceae. Loài này được (Mitt.) A. Evans miêu tả khoa học lần đầu tiên năm 1934.